# Дървесно кенгуру на Матши
Дървесното кенгуру на Матши (Dendrolagus matschiei) е вид бозайник от семейство Кенгурови (Macropodidae). Видът е застрашен от изчезване.

## Разпространение и местообитание
Разпространен е в Папуа Нова Гвинея.